# Björn Järnsidas hög

Björnshögen eller Björn Järnsidas hög är en kungshög belägen på Munsön i Mälaren och i Ekerö kommun. Högen är 20 meter i diameter och fem meter hög. Högen ingår i ett gravfält som består av 150 fornlämningar: fem gravhögar, en runsten och omkring 145 runda stensättningar. Gravfältet är daterat till vendeltid, det vill säga 550–800 e.Kr. 

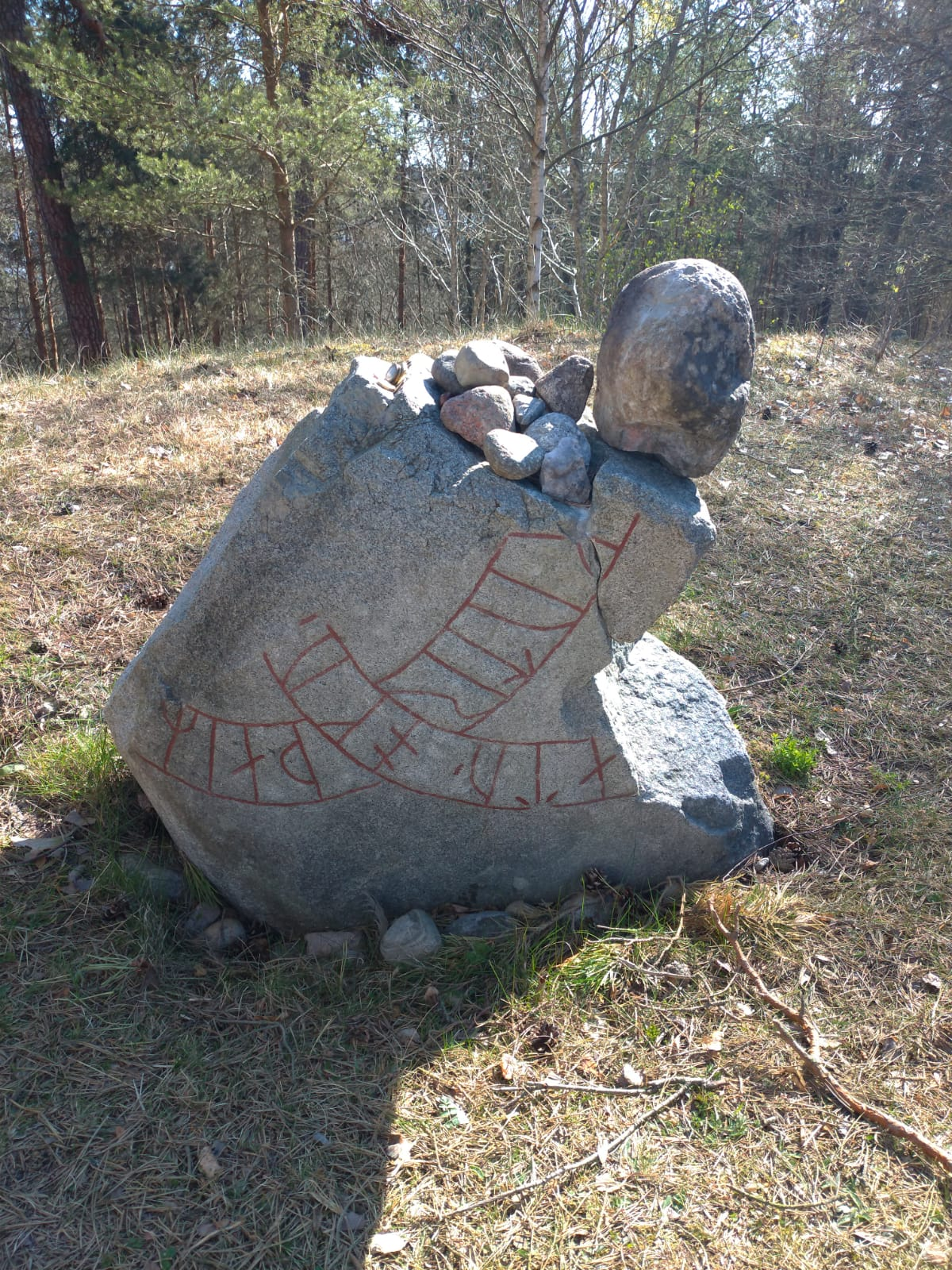
U13

Gravfältet tros ha tillhört kungsgården Husby, belägen liksom gravarna utefter Björn Järnsidas väg som går genom byn. Enligt sägnen är Björn Järnsida begraven i högen som också benämns "Kung Björns hög" eller "Björn Järnsidas hög". Runstenen (U 13), som ligger på toppen av Björn Järnsidas hög, är blott ett fragment av en runsten och har därmed också en fragmenterad text. Stenen är troligen från slutet av 1000-talet och därmed flera hundra år yngre än gravhögen.